# Gągolina
Gągolina – wieś sołecka w Polsce położona w województwie mazowieckim, w powiecie mińskim, w gminie Siennica.
| SIMC    | Nazwa     | Rodzaj    |
| ------- | --------- | --------- |
| 0687072 | Księżówka | część wsi |

Wieś szlachecka Gogolna położona była w drugiej połowie XVI wieku w powiecie garwolińskim  ziemi czerskiej województwa mazowieckiego. W latach 1975–1998 miejscowość administracyjnie należała do województwa siedleckiego.
Wierni kościoła rzymskokatolickiego należą do parafii św. Stanisława Biskupa Męczennika w Siennicy.